# Rüthnicker Heide
Die Rüthnicker Heide ist ein Waldgebiet im Norden des Landes Brandenburg. Sie bildet einen Naturraum im Nordbrandenburgischen Platten- und Hügelland. Die Rüthnicker Heide erstreckt sich auf dem Gebiet der Stadt Kremmen und der Gemeinde Löwenberger Land im Landkreis Oberhavel sowie auf dem Gebiet der Gemeinde Rüthnick im Landkreis Ostprignitz-Ruppin. Ein Teilbereich wird durch die DBU Naturerbe GmbH als Nationales Naturerbe verwaltet.

## Name
Das gesamte Waldgebiet wird nach dem Handbuch der naturräumlichen Gliederung Deutschlands als Rüthnicker Heide bezeichnet. Verschiedene Teile des Waldgebietes tragen jedoch unterschiedliche Namen. Im Uhrzeigersinn sind dies Linder Heide, Hessenheide, Kerkower Heide, Kerkower Forst, Liebenberger Heide, Neuhöfer Heide, Schleuener Heide, Mittelheide, Sommerfelder Heide, Beetzer Gutsforst, Beetzer Heide, Forst Rüthnick, Rüthnicker Heide (im engeren Sinne) und Griebener Heide; der Zentralbereich des Waldgebiets trägt den Namen Birkholzgrund.

## Geographie
Die Rüthnicker Heide erstreckt sich als annähernd quadratische Fläche über 97,5 km². Sie erhebt sich, von West nach Ost leicht ansteigend, zwischen dem östlichen Rhinluch und der Granseer Platte. Im Süden befinden sich überwachsene Dünengebiete, der höchste Punkt erreicht im äußersten Osten 74,7 m über NN. Entstehungsgeschichtlich ist sie die Sanderfläche einer glazialen Serie, die sich nach Nordosten mit der Moränenlandschaft der Granseer Platte fortsetzt. Die Rüthnicker Heide bildet zusammen mit der Granseer Platte, der Ruppiner Platte und der Wittstock-Ruppiner Heide die naturräumliche Haupteinheit der Ruppiner Heiden und Platten. Im Süden grenzt die Rüthnicker Heide an die Zehdenick-Spandauer Havelniederung.
Um die Rüthnicker Heide zieht sich ein Ring von Dörfern; das Waldgebiet selbst ist unbewohnt.
Die Rüthnicker Heide liegt zum größten Teil im Landkreis Oberhavel; der Nordwesten gehört zum Landkreis Ostprignitz-Ruppin. Sie erstreckt sich auf dem Gebiet der Ortsteile Grieben, Linde, Teschendorf und Neuendorf der Gemeinde Löwenberger Land, der Ortsteile Beetz und Sommerfeld der Stadt Kremmen sowie der Gemeinde Rüthnick.

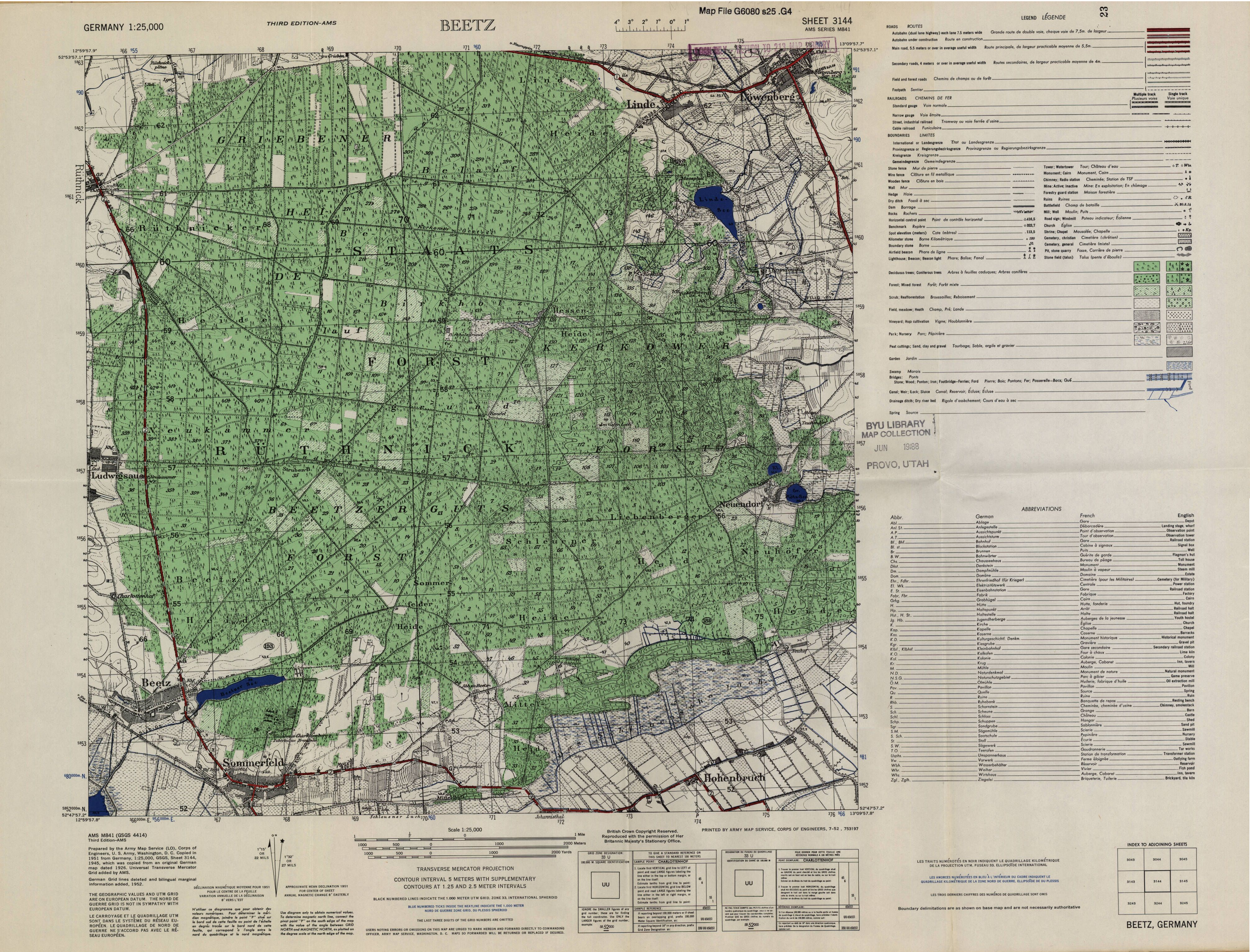
Karte der Rüthnicker Heide aus dem Jahr 1926

## Flora und Fauna
Der Wald besteht größtenteils aus Kiefern in Monokulturen. Nachdem im 18. Jahrhundert Damwild zu Jagdzwecken ausgesetzt wurde, gibt es bis heute davon einen stabilen Bestand. Im Osten der Rüthnicker Heide liegen Brutgebiete von Fisch-, Schrei- und Seeadler, Schwarz- und Weißstorch und Kranich, im dünnbesiedelten Westen eine Graureiherkolonie.

## Geschichte
Seit dem frühen Mittelalter lagen an den Waldrändern einige elbslawische Dörfer wie Grieben, Kerkow und Schleuen. Der unfruchtbare Sandboden führte dazu, dass der Wald nicht zu Siedlungszwecken oder zur Ackerflächengewinnung gerodet wurde. Die deutsche Ostsiedlung führte zu weiteren Dorfgründungen rund um das Waldgebiet. Einige Dörfer fielen im ausgehenden Mittelalter wieder wüst (Kerkow, Schleuen, Neukammer, Alt-Neuendorf). Erst der Ausbau der Straßenverbindungen Herzberg (Mark)–Kremmen über den Kremmer Damm sowie Herzberg (Mark)–Löwenberg sorgte für einen bescheidenen Aufschwung. Die Melioration der Luchlandschaften führte noch im 18. Jahrhundert zur Gründung der Dörfer Ludwigsaue und Hohenbruch.
Die Bedeutung der Landwirtschaft begann im 20. Jahrhundert stark nachzulassen. In Sommerfeld wurde 1912–1914 ein Lungenklinik-Komplex errichtet. Seit Anfang der 60er Jahre bis 1990 existierte im westlichen Teil der Rüthnicker Heide, von Ludwigsaue aus zu erreichen, eine Stellung der Flugabwehr-Raketenabteilung 4124 der Nationalen Volksarmee der Deutschen Demokratischen Republik. Das führte dazu, dass ein großer Teil des Waldes Sperrgebiet war. Neuendorf wurde durch seinen Badesee, die Große Plötze, zum Standort von Wochenendgrundstücken, Ferienlagern und eines Campingplatzes. In der Nähe von Neuendorf wird seit den 1990er Jahren verstärkt Kies gefördert.
Die Planungsgemeinschaft Prignitz-Oberhavel legte im April 2015 den Entwurf für Windkraftanlagen in Kremmen. Im Februar 2016 begann die Bürgerinitiative Landschaftsförderverein Oberes Rhinluch mit einer Unterschriftenaktion gegen die Umsetzung der Pläne im Bereich zwischen Sommerfeld, Hohenbruch und Neuhof.